# Regola del trapezio

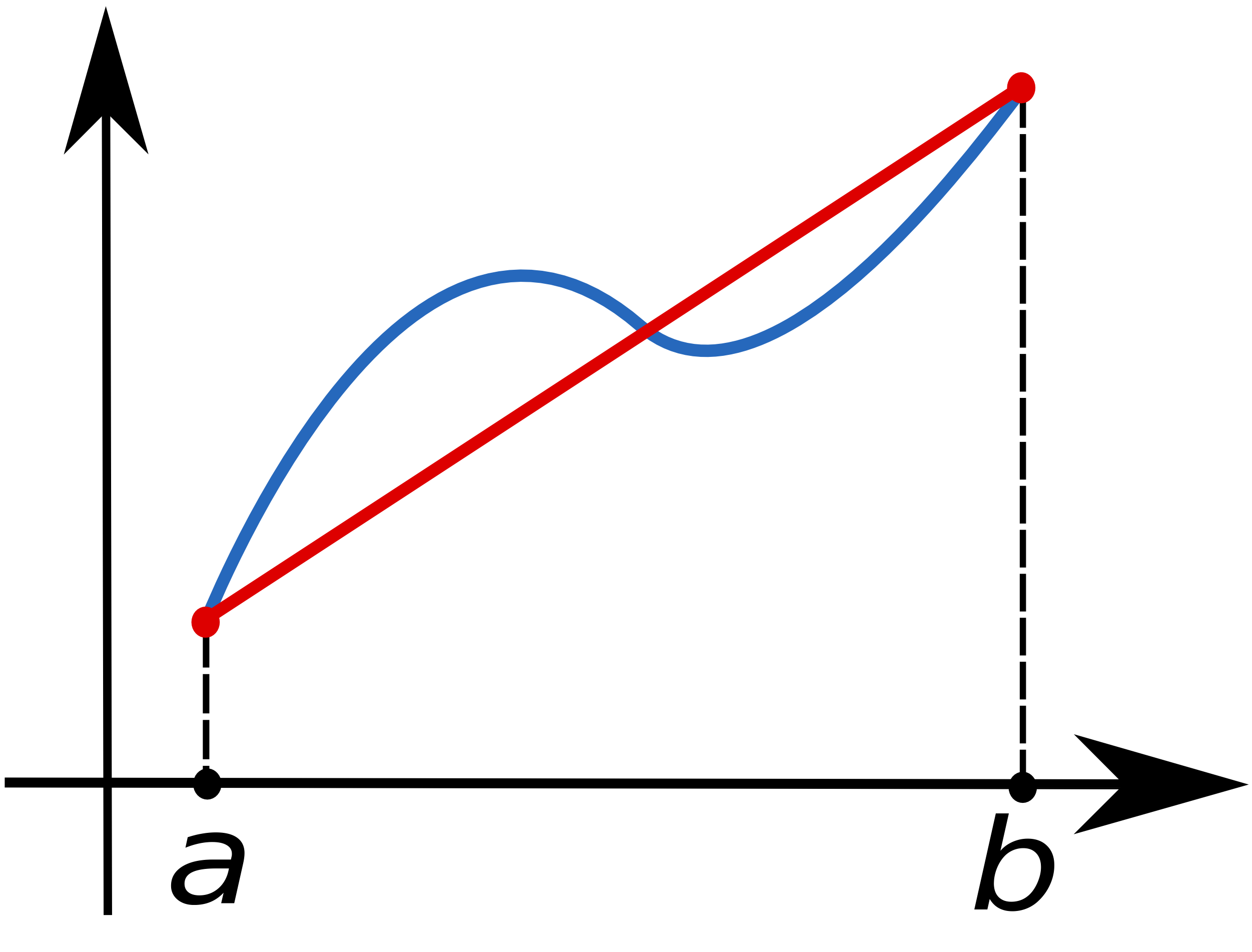
Regola del trapezio.

In analisi numerica, la regola del trapezio fornisce un procedimento per il calcolo approssimato di un integrale definito, cioè della forma {\displaystyle \int _{a}^{b}f(x)\,dx}.
Nella sua formulazione elementare, la regola del trapezio o di Stevino propone di approssimare l'integrale (cioè, se la funzione è non negativa, l'area della regione piana compresa fra il grafico della funzione {\displaystyle f(x)} e l'asse delle ascisse) con l'area del trapezio di vertici {\displaystyle (a,f(a)),(b,f(b)),(b,0)} e {\displaystyle (a,0).} Di conseguenza
{\displaystyle \int _{a}^{b}f(x)\,dx\,\approx \,(b-a){\frac {f(a)+f(b)}{2}}.}
Come è visivamente intuibile, questa approssimazione è accettabile se nell'intervallo di integrazione la funzione ha un andamento che si scosta poco dal lineare. Se questo non accade si può suddividere l'intervallo complessivo {\displaystyle \,[a,b]} in un numero n opportuno di sottointervalli {\displaystyle a=z_{0}<z_{1}<\ldots <z_{n}=b,} in ciascuno dei quali in genere accade che la funzione ha andamento poco lontano dal lineare; quindi la regola del trapezio nella forma composta dice di applicare l'approssimazione precedente a tutti i sottointervalli. Si ottiene quindi la formula
{\displaystyle \int _{a}^{b}f(x)\,dx\,\approx {\frac {b-a}{n}}\sum _{k=0}^{n-1}{f(z_{k})+f(z_{k+1}) \over 2}=\,{\frac {b-a}{n}}\left({f(a)+f(b) \over 2}+\sum _{k=1}^{n-1}f\left(a+k{\frac {b-a}{n}}\right)\right).}
La regola del trapezio fa parte della famiglia di formule per l'integrazione numerica chiamate formule di Newton-Cotes. Di questa famiglia fa parte anche la regola di Cavalieri-Simpson che dà spesso risultati più accurati. La regola di Cavalieri-Simpson e altri metodi simili migliorano la regola dei trapezi per gran parte delle funzioni dotate di due derivate continue. Accade però per certe funzioni dal comportamento irregolare che la più semplice regola del trapezio risulti preferibile. Inoltre la regola del trapezio tende a diventare molto accurata per gli integrali di funzioni periodiche nei rispettivi intervalli di periodicità; questo comportamento viene chiarito in relazione alla formula di Eulero-Maclaurin.
La regola del trapezio è alla base del procedimento di discretizzazione noto come discretizzazione di Tustin.

## Implementazione sul calcolatore

### In Python
```
def
 
Integrale_Trapezio
(
f
,
 
a
,
 
b
,
 
n
):

	
"""

	Funzione in Python per il calcolo di un

	integrale definito, mediante la regola di Stevino.

	Argomenti della funzione:

	f      => funzione in Python dell'equazione da risolvere. *

	(a, b) => intervallo dell'integrale.

	n      => numero di suddivisioni da applicare all'integrale.

	"""

	

	
s
 
=
 
[(
b
-
a
)
/
n
*
i
+
a
 
for
 
i
 
in
 
range
(
n
+
1
)]
	
# Determino lo spazio lineare | Equivalente di numpy.linspace(a, b, n+1)

	
S
=
[]

    
for
 
i
 
in
 
range
(
n
):

        
S
=
S
+
[(
s
[
1
]
-
s
[
0
])
*
0.5
*
(
f
(
s
[
i
])
+
f
(
s
[
i
+
1
]))]

    
return
 
sum
(
S
)
	
# Restituisco il valore dell'area.

	
# * Un esempio:

	
#

	
#   def f(x):

	
#     return x*x

	
#

	
#   a = Integrale_Trapezio(f, 1, 2, 5) = 2.3399999999999994

	
#

	
#   Oppure:

 	
#

	
#   a = Integrale_Trapezio(lambda x: x*x, 1, 2, 5) = 2.3399999999999994

```

### In MATLAB
```
function
 
[int]
=
integrale_trap
(
f,a,b,n
)

%Questa funzione calcola l'integrale definito in [a,b] della

% funzione f mediante il metodo dei Trapezi composto

% f è una funzione definita come function handle

% n è il numero di sottointervalli in cui si vuole dividere l'intervallo d'integrazione.

H
 
=
 
(
b
-
a
)
/
n
;
 
%Ampiezza di ogni sottointervallo

x
=
linspace
(
a
,
b
,
n
+
1
);
 
%Creo un intervallo di punti equispaziati di ampiezza H

int
 
=
 
0
;

for
 
i
=
1
:(
length
(
x
)
-
1
)

int
 
=
 
int
 
+
 
0.5
*
H
*
(
f
(
x
(
i
))
 
+
  
f
(
x
(
i
+
1
)));

end

end

% Esempio numerico: Calcolo dell'integrale definito di x^2 tra [0,2]

% f = @(x) x.^2;

% I = integrale_trap(f,0,2,100)

```

### In Java
```
 
public
 
class
 
fuctionIntegral

{

	    
public
 
double
 
power
(
double
 
number
,
int
 
elevation
){

			
double
 
ret
=
1
;

			
for
(
int
 
i
=
elevation
;
i
>
0
;
i
--
){

				
ret
 
*=
 
number
;

				
}

				
return
 
ret
;

			
}

        
public
 
double
 
f
(
double
 
x
)

        
{
      
double
 
y
=
0
;

                
y
=
power
(
x
,
2
);

                
return
 
y
;

        
}

         
public
 
double
 
trapArea
(
double
 
b1
,
 
double
 
b2
,
 
double
 
h
)

        
{

                
return
 
(
b1
+
b2
)
*
h
/
2
;

        
}

        
public
 
double
 
trapRule
(
double
 
x0
,
 
double
 
x1
,
 
int
 
div
)

        
{

                
double
 
area
 
=
 
0
;

                
double
 
h
 
=
 
(
x1
 
-
 
x0
)
 
/
 
div
;

                
for
 
(
int
 
i
=
0
;
 
i
<
div
-
1
;
 
i
++
)

                
{

                        
area
 
+=
 
trapArea
(
f
(
x0
),
 
f
(
x0
+
h
),
 
h
);

                        
x0
 
+=
 
h
;

                
}

                
area
 
+=
 
trapArea
(
f
(
x0
),
 
f
(
x1
),
 
x1
-
x0
);

                
return
 
area
;

        
}

        
public
 
static
 
void
 
main
(
String
 
args
[]
)

        
{

                
fuctionIntegral
 
integral
 
=
 
new
 
fuctionIntegral
();

               
double
 
number
 
=
 
integral
.
trapRule
(
1
,
2
,
5
);

                
System
.
out
.
println
(
number
);

        
}

}

```

### In C
```
#include
 
<stdio.h>

double
 
power
(
double
 
numero
,
double
 
elevazione
);

double
 
funzione
(
double
 
varF
);

double
 
areaTrapezio
(
double
 
lato1
,
double
 
lato2
,
double
 
altezza
);

double
 
trapezioIntegral
(
double
 
a
,
double
 
b
,
int
 
colonne
);

int
 
main
(
int
 
argc
,
char
**
argv
){

	
printf
(
"[{  %If  }]"
,
trapezioIntegral
(
1
,
2
,
5000
));

	
}

	

double
 
power
(
double
 
numero
,
double
 
elevazione
){

	
double
 
ret
 
=
 
1
;

	
for
(
int
 
i
=
elevazione
;
i
>
0
;
i
--
){

				
ret
 
*=
 
numero
;

				
}

				
return
 
ret
;

	
}

double
 
funzione
(
double
 
varF
){

	
double
 
y
 
=
 
power
(
varF
,
2
);

	
return
 
y
;

	
}

double
 
areaTrapezio
(
double
 
lato1
,
double
 
lato2
,
double
 
altezza
){

	
return
 
(
lato1
+
lato2
)
*
altezza
/
2
;

	
}

double
 
trapezioIntegral
(
double
 
a
,
double
 
b
,
int
 
colonne
){

	
double
 
area
 
=
 
0
;

	
double
 
nPartiUguali
 
=
 
(
b
-
a
)
/
colonne
;

	
for
(
int
 
i
=
0
;
i
<
colonne
-1
;
i
++
){

		
area
 
+=
 
areaTrapezio
(
funzione
(
a
),
funzione
(
a
+
nPartiUguali
),
nPartiUguali
);

		
a
 
+=
 
nPartiUguali
;

		
}

		
area
 
+=
 
areaTrapezio
(
funzione
(
a
),
funzione
(
b
),
b
-
a
);

		
return
 
area
;

	
}

```